# Кіуза
Кіуза (рум. Chiuza) — село у повіті Бистриця-Несеуд в Румунії. Адміністративний центр комуни Кіуза.
Село розташоване на відстані 342 км на північний захід від Бухареста, 22 км на північний захід від Бистриці, 70 км на північний схід від Клуж-Напоки.

## Населення
За даними перепису населення 2002 року у селі проживали 888 осіб.
Національний склад населення села:
| Національність | Кількість осіб | Відсоток |
| -------------- | -------------- | -------- |
| румуни         | 860            | 96,8%    |
| цигани         | 25             | 2,8%     |

Рідною мовою назвали:
| Мова      | Кількість осіб | Відсоток |
| --------- | -------------- | -------- |
| румунська | 866            | 97,5%    |
| циганська | 19             | 2,1%     |